# Decio Pettoello
Decio Egberto Saadi Pettoello (Torino, 24 luglio 1886 – Cambridge, aprile 1984) è stato un anglista e antifascista italiano.

## Biografia
Si laureò in Filosofia all'Università di Torino nel 1919. Fu professore universitario e diede diverse versioni di testi della letteratura inglese. Avverso al regime fascista, nel 1922 espatriò a Cambridge dove insegnò nella locale e prestigiosa Università. In Inghilterra fu pure membro dell'associazione di esuli antifascisti Free Italy Committee.

## Traduzioni
- Gilbert Keith Chesterton, L'uomo che fu Giovedì, Torino, Paravia, 1923.
- John Milton, Paradiso perduto, Torino, UTET, 1950.
- Henry Fielding, Tom Jones, Torino, UTET, 1954. - Milano, Feltrinelli, 1964-2021.
- Thomas Malory, La storia di re Artù, UTET, Torino, 1955.